# Кастелларі — Шора тема
Тема Кастелларі — Шора — тема в шаховій композиції. Суть теми — вступним ходом саме білий король розв'язує свою фігуру «А», яка створює загрозу мату, і при цьому зв'язується інша біла фігура «В». Чорні в одному і тому ж варіанті захисту прямо зв'язують фігуру «А», й одночасно прямо розв'язують фігуру «В», яка й оголошує мат.

## Історія
Цю ідею запропонував в 1928 році угорський шаховий композитор Ласло Шор (13.12.1897 — 01.12.1984), внісши цікавий нюанс в тему Кастелларі-1 італійського шахового композитора Умберто Кастелларі (18.11.1912 — 02.11.1976).
В початковій позиції задачі одна біла фігура знаходиться під зв'язкою, вступним ходом рішення білий король зв'язує іншу білу фігуру, але розв'язується перша фігура, в результаті чого створюється загроза мату щойно розв'язаною фігурою. Чорні в тематичному варіанті прямо зв'язують щойно розв'язану фігуру і прямо розв'язують білу, яка була зв'язана, і тепер вона оголошує мат.
В зв'язку з тим, що Л. Шор зробив новий внесок в тему Кастеларі-1, ідея дістала назву — тема Кастелларі — Шора. Тема Кастелларі — Шора відрізняється від теми Кастелларі-1 тим, що тут робить вступний хід саме білий король, а не інша фігура. Відмінність від теми Кастелларі — Марі в тому що, тут проходить зв'язування і розв'язування чорними не опосередковано, а прямо. Відмінність від теми Кастелларі — Кікко в тому, що тут вступний хід робить не король, а інша біла фігура.
|   | a | b | c | d | e | f | g | h |   |
| 8 | g7 чорний слон · d6 чорний пішак · g6 білий король · f5 білий кінь · b3 чорний кінь · e3 білий ферзь · f3 чорний пішак · a2 чорний пішак · d2 чорний ферзь · f2 білий слон · h2 біла тура · a1 біла тура · b1 чорний слон · f1 чорний король · g1 білий кінь | g7 чорний слон · d6 чорний пішак · g6 білий король · f5 білий кінь · b3 чорний кінь · e3 білий ферзь · f3 чорний пішак · a2 чорний пішак · d2 чорний ферзь · f2 білий слон · h2 біла тура · a1 біла тура · b1 чорний слон · f1 чорний король · g1 білий кінь | g7 чорний слон · d6 чорний пішак · g6 білий король · f5 білий кінь · b3 чорний кінь · e3 білий ферзь · f3 чорний пішак · a2 чорний пішак · d2 чорний ферзь · f2 білий слон · h2 біла тура · a1 біла тура · b1 чорний слон · f1 чорний король · g1 білий кінь | g7 чорний слон · d6 чорний пішак · g6 білий король · f5 білий кінь · b3 чорний кінь · e3 білий ферзь · f3 чорний пішак · a2 чорний пішак · d2 чорний ферзь · f2 білий слон · h2 біла тура · a1 біла тура · b1 чорний слон · f1 чорний король · g1 білий кінь | g7 чорний слон · d6 чорний пішак · g6 білий король · f5 білий кінь · b3 чорний кінь · e3 білий ферзь · f3 чорний пішак · a2 чорний пішак · d2 чорний ферзь · f2 білий слон · h2 біла тура · a1 біла тура · b1 чорний слон · f1 чорний король · g1 білий кінь | g7 чорний слон · d6 чорний пішак · g6 білий король · f5 білий кінь · b3 чорний кінь · e3 білий ферзь · f3 чорний пішак · a2 чорний пішак · d2 чорний ферзь · f2 білий слон · h2 біла тура · a1 біла тура · b1 чорний слон · f1 чорний король · g1 білий кінь | g7 чорний слон · d6 чорний пішак · g6 білий король · f5 білий кінь · b3 чорний кінь · e3 білий ферзь · f3 чорний пішак · a2 чорний пішак · d2 чорний ферзь · f2 білий слон · h2 біла тура · a1 біла тура · b1 чорний слон · f1 чорний король · g1 білий кінь | g7 чорний слон · d6 чорний пішак · g6 білий король · f5 білий кінь · b3 чорний кінь · e3 білий ферзь · f3 чорний пішак · a2 чорний пішак · d2 чорний ферзь · f2 білий слон · h2 біла тура · a1 біла тура · b1 чорний слон · f1 чорний король · g1 білий кінь | 8 |
| 7 | g7 чорний слон · d6 чорний пішак · g6 білий король · f5 білий кінь · b3 чорний кінь · e3 білий ферзь · f3 чорний пішак · a2 чорний пішак · d2 чорний ферзь · f2 білий слон · h2 біла тура · a1 біла тура · b1 чорний слон · f1 чорний король · g1 білий кінь | g7 чорний слон · d6 чорний пішак · g6 білий король · f5 білий кінь · b3 чорний кінь · e3 білий ферзь · f3 чорний пішак · a2 чорний пішак · d2 чорний ферзь · f2 білий слон · h2 біла тура · a1 біла тура · b1 чорний слон · f1 чорний король · g1 білий кінь | g7 чорний слон · d6 чорний пішак · g6 білий король · f5 білий кінь · b3 чорний кінь · e3 білий ферзь · f3 чорний пішак · a2 чорний пішак · d2 чорний ферзь · f2 білий слон · h2 біла тура · a1 біла тура · b1 чорний слон · f1 чорний король · g1 білий кінь | g7 чорний слон · d6 чорний пішак · g6 білий король · f5 білий кінь · b3 чорний кінь · e3 білий ферзь · f3 чорний пішак · a2 чорний пішак · d2 чорний ферзь · f2 білий слон · h2 біла тура · a1 біла тура · b1 чорний слон · f1 чорний король · g1 білий кінь | g7 чорний слон · d6 чорний пішак · g6 білий король · f5 білий кінь · b3 чорний кінь · e3 білий ферзь · f3 чорний пішак · a2 чорний пішак · d2 чорний ферзь · f2 білий слон · h2 біла тура · a1 біла тура · b1 чорний слон · f1 чорний король · g1 білий кінь | g7 чорний слон · d6 чорний пішак · g6 білий король · f5 білий кінь · b3 чорний кінь · e3 білий ферзь · f3 чорний пішак · a2 чорний пішак · d2 чорний ферзь · f2 білий слон · h2 біла тура · a1 біла тура · b1 чорний слон · f1 чорний король · g1 білий кінь | g7 чорний слон · d6 чорний пішак · g6 білий король · f5 білий кінь · b3 чорний кінь · e3 білий ферзь · f3 чорний пішак · a2 чорний пішак · d2 чорний ферзь · f2 білий слон · h2 біла тура · a1 біла тура · b1 чорний слон · f1 чорний король · g1 білий кінь | g7 чорний слон · d6 чорний пішак · g6 білий король · f5 білий кінь · b3 чорний кінь · e3 білий ферзь · f3 чорний пішак · a2 чорний пішак · d2 чорний ферзь · f2 білий слон · h2 біла тура · a1 біла тура · b1 чорний слон · f1 чорний король · g1 білий кінь | 7 |
| 6 | g7 чорний слон · d6 чорний пішак · g6 білий король · f5 білий кінь · b3 чорний кінь · e3 білий ферзь · f3 чорний пішак · a2 чорний пішак · d2 чорний ферзь · f2 білий слон · h2 біла тура · a1 біла тура · b1 чорний слон · f1 чорний король · g1 білий кінь | g7 чорний слон · d6 чорний пішак · g6 білий король · f5 білий кінь · b3 чорний кінь · e3 білий ферзь · f3 чорний пішак · a2 чорний пішак · d2 чорний ферзь · f2 білий слон · h2 біла тура · a1 біла тура · b1 чорний слон · f1 чорний король · g1 білий кінь | g7 чорний слон · d6 чорний пішак · g6 білий король · f5 білий кінь · b3 чорний кінь · e3 білий ферзь · f3 чорний пішак · a2 чорний пішак · d2 чорний ферзь · f2 білий слон · h2 біла тура · a1 біла тура · b1 чорний слон · f1 чорний король · g1 білий кінь | g7 чорний слон · d6 чорний пішак · g6 білий король · f5 білий кінь · b3 чорний кінь · e3 білий ферзь · f3 чорний пішак · a2 чорний пішак · d2 чорний ферзь · f2 білий слон · h2 біла тура · a1 біла тура · b1 чорний слон · f1 чорний король · g1 білий кінь | g7 чорний слон · d6 чорний пішак · g6 білий король · f5 білий кінь · b3 чорний кінь · e3 білий ферзь · f3 чорний пішак · a2 чорний пішак · d2 чорний ферзь · f2 білий слон · h2 біла тура · a1 біла тура · b1 чорний слон · f1 чорний король · g1 білий кінь | g7 чорний слон · d6 чорний пішак · g6 білий король · f5 білий кінь · b3 чорний кінь · e3 білий ферзь · f3 чорний пішак · a2 чорний пішак · d2 чорний ферзь · f2 білий слон · h2 біла тура · a1 біла тура · b1 чорний слон · f1 чорний король · g1 білий кінь | g7 чорний слон · d6 чорний пішак · g6 білий король · f5 білий кінь · b3 чорний кінь · e3 білий ферзь · f3 чорний пішак · a2 чорний пішак · d2 чорний ферзь · f2 білий слон · h2 біла тура · a1 біла тура · b1 чорний слон · f1 чорний король · g1 білий кінь | g7 чорний слон · d6 чорний пішак · g6 білий король · f5 білий кінь · b3 чорний кінь · e3 білий ферзь · f3 чорний пішак · a2 чорний пішак · d2 чорний ферзь · f2 білий слон · h2 біла тура · a1 біла тура · b1 чорний слон · f1 чорний король · g1 білий кінь | 6 |
| 5 | g7 чорний слон · d6 чорний пішак · g6 білий король · f5 білий кінь · b3 чорний кінь · e3 білий ферзь · f3 чорний пішак · a2 чорний пішак · d2 чорний ферзь · f2 білий слон · h2 біла тура · a1 біла тура · b1 чорний слон · f1 чорний король · g1 білий кінь | g7 чорний слон · d6 чорний пішак · g6 білий король · f5 білий кінь · b3 чорний кінь · e3 білий ферзь · f3 чорний пішак · a2 чорний пішак · d2 чорний ферзь · f2 білий слон · h2 біла тура · a1 біла тура · b1 чорний слон · f1 чорний король · g1 білий кінь | g7 чорний слон · d6 чорний пішак · g6 білий король · f5 білий кінь · b3 чорний кінь · e3 білий ферзь · f3 чорний пішак · a2 чорний пішак · d2 чорний ферзь · f2 білий слон · h2 біла тура · a1 біла тура · b1 чорний слон · f1 чорний король · g1 білий кінь | g7 чорний слон · d6 чорний пішак · g6 білий король · f5 білий кінь · b3 чорний кінь · e3 білий ферзь · f3 чорний пішак · a2 чорний пішак · d2 чорний ферзь · f2 білий слон · h2 біла тура · a1 біла тура · b1 чорний слон · f1 чорний король · g1 білий кінь | g7 чорний слон · d6 чорний пішак · g6 білий король · f5 білий кінь · b3 чорний кінь · e3 білий ферзь · f3 чорний пішак · a2 чорний пішак · d2 чорний ферзь · f2 білий слон · h2 біла тура · a1 біла тура · b1 чорний слон · f1 чорний король · g1 білий кінь | g7 чорний слон · d6 чорний пішак · g6 білий король · f5 білий кінь · b3 чорний кінь · e3 білий ферзь · f3 чорний пішак · a2 чорний пішак · d2 чорний ферзь · f2 білий слон · h2 біла тура · a1 біла тура · b1 чорний слон · f1 чорний король · g1 білий кінь | g7 чорний слон · d6 чорний пішак · g6 білий король · f5 білий кінь · b3 чорний кінь · e3 білий ферзь · f3 чорний пішак · a2 чорний пішак · d2 чорний ферзь · f2 білий слон · h2 біла тура · a1 біла тура · b1 чорний слон · f1 чорний король · g1 білий кінь | g7 чорний слон · d6 чорний пішак · g6 білий король · f5 білий кінь · b3 чорний кінь · e3 білий ферзь · f3 чорний пішак · a2 чорний пішак · d2 чорний ферзь · f2 білий слон · h2 біла тура · a1 біла тура · b1 чорний слон · f1 чорний король · g1 білий кінь | 5 |
| 4 | g7 чорний слон · d6 чорний пішак · g6 білий король · f5 білий кінь · b3 чорний кінь · e3 білий ферзь · f3 чорний пішак · a2 чорний пішак · d2 чорний ферзь · f2 білий слон · h2 біла тура · a1 біла тура · b1 чорний слон · f1 чорний король · g1 білий кінь | g7 чорний слон · d6 чорний пішак · g6 білий король · f5 білий кінь · b3 чорний кінь · e3 білий ферзь · f3 чорний пішак · a2 чорний пішак · d2 чорний ферзь · f2 білий слон · h2 біла тура · a1 біла тура · b1 чорний слон · f1 чорний король · g1 білий кінь | g7 чорний слон · d6 чорний пішак · g6 білий король · f5 білий кінь · b3 чорний кінь · e3 білий ферзь · f3 чорний пішак · a2 чорний пішак · d2 чорний ферзь · f2 білий слон · h2 біла тура · a1 біла тура · b1 чорний слон · f1 чорний король · g1 білий кінь | g7 чорний слон · d6 чорний пішак · g6 білий король · f5 білий кінь · b3 чорний кінь · e3 білий ферзь · f3 чорний пішак · a2 чорний пішак · d2 чорний ферзь · f2 білий слон · h2 біла тура · a1 біла тура · b1 чорний слон · f1 чорний король · g1 білий кінь | g7 чорний слон · d6 чорний пішак · g6 білий король · f5 білий кінь · b3 чорний кінь · e3 білий ферзь · f3 чорний пішак · a2 чорний пішак · d2 чорний ферзь · f2 білий слон · h2 біла тура · a1 біла тура · b1 чорний слон · f1 чорний король · g1 білий кінь | g7 чорний слон · d6 чорний пішак · g6 білий король · f5 білий кінь · b3 чорний кінь · e3 білий ферзь · f3 чорний пішак · a2 чорний пішак · d2 чорний ферзь · f2 білий слон · h2 біла тура · a1 біла тура · b1 чорний слон · f1 чорний король · g1 білий кінь | g7 чорний слон · d6 чорний пішак · g6 білий король · f5 білий кінь · b3 чорний кінь · e3 білий ферзь · f3 чорний пішак · a2 чорний пішак · d2 чорний ферзь · f2 білий слон · h2 біла тура · a1 біла тура · b1 чорний слон · f1 чорний король · g1 білий кінь | g7 чорний слон · d6 чорний пішак · g6 білий король · f5 білий кінь · b3 чорний кінь · e3 білий ферзь · f3 чорний пішак · a2 чорний пішак · d2 чорний ферзь · f2 білий слон · h2 біла тура · a1 біла тура · b1 чорний слон · f1 чорний король · g1 білий кінь | 4 |
| 3 | g7 чорний слон · d6 чорний пішак · g6 білий король · f5 білий кінь · b3 чорний кінь · e3 білий ферзь · f3 чорний пішак · a2 чорний пішак · d2 чорний ферзь · f2 білий слон · h2 біла тура · a1 біла тура · b1 чорний слон · f1 чорний король · g1 білий кінь | g7 чорний слон · d6 чорний пішак · g6 білий король · f5 білий кінь · b3 чорний кінь · e3 білий ферзь · f3 чорний пішак · a2 чорний пішак · d2 чорний ферзь · f2 білий слон · h2 біла тура · a1 біла тура · b1 чорний слон · f1 чорний король · g1 білий кінь | g7 чорний слон · d6 чорний пішак · g6 білий король · f5 білий кінь · b3 чорний кінь · e3 білий ферзь · f3 чорний пішак · a2 чорний пішак · d2 чорний ферзь · f2 білий слон · h2 біла тура · a1 біла тура · b1 чорний слон · f1 чорний король · g1 білий кінь | g7 чорний слон · d6 чорний пішак · g6 білий король · f5 білий кінь · b3 чорний кінь · e3 білий ферзь · f3 чорний пішак · a2 чорний пішак · d2 чорний ферзь · f2 білий слон · h2 біла тура · a1 біла тура · b1 чорний слон · f1 чорний король · g1 білий кінь | g7 чорний слон · d6 чорний пішак · g6 білий король · f5 білий кінь · b3 чорний кінь · e3 білий ферзь · f3 чорний пішак · a2 чорний пішак · d2 чорний ферзь · f2 білий слон · h2 біла тура · a1 біла тура · b1 чорний слон · f1 чорний король · g1 білий кінь | g7 чорний слон · d6 чорний пішак · g6 білий король · f5 білий кінь · b3 чорний кінь · e3 білий ферзь · f3 чорний пішак · a2 чорний пішак · d2 чорний ферзь · f2 білий слон · h2 біла тура · a1 біла тура · b1 чорний слон · f1 чорний король · g1 білий кінь | g7 чорний слон · d6 чорний пішак · g6 білий король · f5 білий кінь · b3 чорний кінь · e3 білий ферзь · f3 чорний пішак · a2 чорний пішак · d2 чорний ферзь · f2 білий слон · h2 біла тура · a1 біла тура · b1 чорний слон · f1 чорний король · g1 білий кінь | g7 чорний слон · d6 чорний пішак · g6 білий король · f5 білий кінь · b3 чорний кінь · e3 білий ферзь · f3 чорний пішак · a2 чорний пішак · d2 чорний ферзь · f2 білий слон · h2 біла тура · a1 біла тура · b1 чорний слон · f1 чорний король · g1 білий кінь | 3 |
| 2 | g7 чорний слон · d6 чорний пішак · g6 білий король · f5 білий кінь · b3 чорний кінь · e3 білий ферзь · f3 чорний пішак · a2 чорний пішак · d2 чорний ферзь · f2 білий слон · h2 біла тура · a1 біла тура · b1 чорний слон · f1 чорний король · g1 білий кінь | g7 чорний слон · d6 чорний пішак · g6 білий король · f5 білий кінь · b3 чорний кінь · e3 білий ферзь · f3 чорний пішак · a2 чорний пішак · d2 чорний ферзь · f2 білий слон · h2 біла тура · a1 біла тура · b1 чорний слон · f1 чорний король · g1 білий кінь | g7 чорний слон · d6 чорний пішак · g6 білий король · f5 білий кінь · b3 чорний кінь · e3 білий ферзь · f3 чорний пішак · a2 чорний пішак · d2 чорний ферзь · f2 білий слон · h2 біла тура · a1 біла тура · b1 чорний слон · f1 чорний король · g1 білий кінь | g7 чорний слон · d6 чорний пішак · g6 білий король · f5 білий кінь · b3 чорний кінь · e3 білий ферзь · f3 чорний пішак · a2 чорний пішак · d2 чорний ферзь · f2 білий слон · h2 біла тура · a1 біла тура · b1 чорний слон · f1 чорний король · g1 білий кінь | g7 чорний слон · d6 чорний пішак · g6 білий король · f5 білий кінь · b3 чорний кінь · e3 білий ферзь · f3 чорний пішак · a2 чорний пішак · d2 чорний ферзь · f2 білий слон · h2 біла тура · a1 біла тура · b1 чорний слон · f1 чорний король · g1 білий кінь | g7 чорний слон · d6 чорний пішак · g6 білий король · f5 білий кінь · b3 чорний кінь · e3 білий ферзь · f3 чорний пішак · a2 чорний пішак · d2 чорний ферзь · f2 білий слон · h2 біла тура · a1 біла тура · b1 чорний слон · f1 чорний король · g1 білий кінь | g7 чорний слон · d6 чорний пішак · g6 білий король · f5 білий кінь · b3 чорний кінь · e3 білий ферзь · f3 чорний пішак · a2 чорний пішак · d2 чорний ферзь · f2 білий слон · h2 біла тура · a1 біла тура · b1 чорний слон · f1 чорний король · g1 білий кінь | g7 чорний слон · d6 чорний пішак · g6 білий король · f5 білий кінь · b3 чорний кінь · e3 білий ферзь · f3 чорний пішак · a2 чорний пішак · d2 чорний ферзь · f2 білий слон · h2 біла тура · a1 біла тура · b1 чорний слон · f1 чорний король · g1 білий кінь | 2 |
| 1 | g7 чорний слон · d6 чорний пішак · g6 білий король · f5 білий кінь · b3 чорний кінь · e3 білий ферзь · f3 чорний пішак · a2 чорний пішак · d2 чорний ферзь · f2 білий слон · h2 біла тура · a1 біла тура · b1 чорний слон · f1 чорний король · g1 білий кінь | g7 чорний слон · d6 чорний пішак · g6 білий король · f5 білий кінь · b3 чорний кінь · e3 білий ферзь · f3 чорний пішак · a2 чорний пішак · d2 чорний ферзь · f2 білий слон · h2 біла тура · a1 біла тура · b1 чорний слон · f1 чорний король · g1 білий кінь | g7 чорний слон · d6 чорний пішак · g6 білий король · f5 білий кінь · b3 чорний кінь · e3 білий ферзь · f3 чорний пішак · a2 чорний пішак · d2 чорний ферзь · f2 білий слон · h2 біла тура · a1 біла тура · b1 чорний слон · f1 чорний король · g1 білий кінь | g7 чорний слон · d6 чорний пішак · g6 білий король · f5 білий кінь · b3 чорний кінь · e3 білий ферзь · f3 чорний пішак · a2 чорний пішак · d2 чорний ферзь · f2 білий слон · h2 біла тура · a1 біла тура · b1 чорний слон · f1 чорний король · g1 білий кінь | g7 чорний слон · d6 чорний пішак · g6 білий король · f5 білий кінь · b3 чорний кінь · e3 білий ферзь · f3 чорний пішак · a2 чорний пішак · d2 чорний ферзь · f2 білий слон · h2 біла тура · a1 біла тура · b1 чорний слон · f1 чорний король · g1 білий кінь | g7 чорний слон · d6 чорний пішак · g6 білий король · f5 білий кінь · b3 чорний кінь · e3 білий ферзь · f3 чорний пішак · a2 чорний пішак · d2 чорний ферзь · f2 білий слон · h2 біла тура · a1 біла тура · b1 чорний слон · f1 чорний король · g1 білий кінь | g7 чорний слон · d6 чорний пішак · g6 білий король · f5 білий кінь · b3 чорний кінь · e3 білий ферзь · f3 чорний пішак · a2 чорний пішак · d2 чорний ферзь · f2 білий слон · h2 біла тура · a1 біла тура · b1 чорний слон · f1 чорний король · g1 білий кінь | g7 чорний слон · d6 чорний пішак · g6 білий король · f5 білий кінь · b3 чорний кінь · e3 білий ферзь · f3 чорний пішак · a2 чорний пішак · d2 чорний ферзь · f2 білий слон · h2 біла тура · a1 біла тура · b1 чорний слон · f1 чорний король · g1 білий кінь | 1 |
|   | a | b | c | d | e | f | g | h |   |

FEN: 8/6b1/3p2K1/5N2/8/1n2Qp2/p2q1B1R/Rb3kN1
1. Kg5! ~ 2. Sg3#
1. … Qa5 2. Qd3#
1. … Qd3 2. Qe1#